# Kasszafúrás techno zenére
A Kasszafúrás techno zenére (eredeti cím: Stark Raving Mad) 2002-ben bemutatott amerikai bűnügyi akciófilm, amelyet Drew Daywalt, valamint David Schneider írt és rendezett. A film zenéjét John Digweed szerezte. A főbb szerepekben Seann William Scott és Lou Diamond Phillips látható. 

## Cselekmény
A film egy rave partin elkövetett rablásról szól. Egy szélhámos bosszút forral a főnöke ellen, aki meggyilkolta a testvérét, miközben neki dolgozott.

## Szereplők
| Szerep                | Színész              | Magyar hang          |
| --------------------- | -------------------- | -------------------- |
| Ben McGewan           | Seann William Scott  | Gáspár András        |
| Rikki Simms           | Timm Sharp           | Görög László         |
| Jeffrey Jay           | Patrick Breen        | Csík Csaba Krisztián |
| Jake Nealson          | John B. Crye         | Karácsonyi Zoltán    |
| Betty Shin            | Suzy Nakamura        | Kisfalvi Krisztina   |
| Gregory               | Lou Diamond Phillips | Seder Gábor          |
| Roy                   | Dave Foley           | Szokol Péter         |
| Michael Frakes        | Kavan Smith          | Simonyi Balázs       |
| Scott                 | Paul Hungerford      | Király Attila        |
| Vanessa               | Monet Mazur          | Németh Kriszta       |
| Dirk                  | C. Ernst Harth       |                      |
| D.J.                  | Jody Racicot         | Sótonyi Gábor        |
| Jin Sun               | Terry Chen           | Dolmány Attila       |
| Chan                  | Yee Jee Tso          |                      |
| Nate                  | Ty Olsson            | Zámbori Soma         |
| Mitchell (Trannie)    | Carl McDonald        | Kapácsy Miklós       |
| Susan / Kitten        | Reagan Dale Neis     | Roatis Andrea        |
| nightclub tulajdonosa | Adam Arkin           | Beratin Gábor        |

## Fordítás
- Ez a szócikk részben vagy egészben  a   Stark Raving Mad (2002 film) című angol Wikipédia-szócikk fordításán alapul.  Az eredeti cikk szerkesztőit annak laptörténete sorolja fel. Ez a jelzés csupán a megfogalmazás eredetét és a szerzői jogokat jelzi, nem szolgál a cikkben szereplő információk forrásmegjelöléseként.